# Piet de Brouwer
Petrus Godefridus „Piet” de Brouwer (ur. 5 października 1880 w Gestel, zm. 5 października 1953 w Eindhoven) – holenderski łucznik, mistrz olimpijski.
De Brouwer startował na Letnich Igrzyskach Olimpijskich 1920 w Antwerpii. Podczas tych igrzysk sportowiec wraz z holenderską reprezentacją zdobył złoty medal w celu ruchomym z 28 metrów. Wśród holenderskich łuczników, de Brouwer miał jednak przedostatni wynik (364 punkty); był lepszy tylko od Jo van Gastela. Cała ośmioosobowa drużyna zdobyła 3087 punktów, wyprzedzając drugą Belgię o ponad 160 oczek. Była to jedyna konkurencja olimpijska, w której startował.